# Нублу
Нублу (він же Маркус Пулк, нар. 26 червня 1996 р.) — естонський репер з Кейли.
Найвідомішими піснями Нублу є «Я теж», «Дрони» та «Соловей!».

## Біографія
Пулк відвідував початкову школу в Талліннському англійському коледжі, а середню — в театральному класі Талліннського коледжу старого міста. Отримав ступінь бакалавра з журналістики та комунікацій в Університеті Тарту.
Має молодшу сестру Єву-Лотту Кійбус, яка виступає за збірну Естонії у жіночому одиночному фігурному катанні.

## Нагороди
Нублу був номінований у трьох категоріях на MyHits Awards 2018 та здобув дві з них: «Артист року» та «Хіт року» (з піснею «Я теж» («Mina ka»)).
2019 року на естонські музичній гала премії був обраний «чоловіком року» та отримав перемогу у номінації «найкраща пісня року».